# Dai Young
David Young (Aberdare, 26 de julio de 1967) es un entrenador y ex–jugador británico de rugby que se desempeñaba como pilar. Representó a los Dragones rojos de 1987 a 2001.

## Carrera
Durante la era amateur jugó para Swansea RFC y Cardiff RFC. Young se transladó al rugby League en 1990, firmando para los Leeds Rhinos por £150.000 anuales (récord).
Young regresó al rugby 15 y a Cardiff en 1996, después de que el deporte se haga profesional.

## Selección nacional
En junio de 1987 Young viajó a Australia para ver la Copa del Mundo y jugó con Suburbios Del Norte. Cuándo Stuart Evans se fracturó un pie jugando contra Tonga en la fase de grupos, Young fue convocado al seleccionado y debutó contra La Rosa en los cuartos de final.
Su último partido fue ante los Pumas en noviembre de 2001. En total jugó 51 partidos y marcó un try.

### Participaciones en Copas del Mundo
Tony Gray lo llevó sorpresivamente a Nueva Zelanda 1987, Young tenía 19 años y jamás había jugado para Gales.
Doce años después el kiwi Graham Henry lo convocó a Gales 1999 como titular indiscutido.
| Mundial                       | Sede          | Resultado        | PJ | Tries |
| ----------------------------- | ------------- | ---------------- | -- | ----- |
| Copa Mundial de Rugby de 1987 | Nueva Zelanda | Tercer puesto    | 2  | 0     |
| Copa Mundial de Rugby de 1999 | Gales         | Cuartos de final | 4  | 0     |

### Leones Británicos
El escocés Ian McGeechan lo seleccionó a los British and Irish Lions con solo 21 años, para la gira de Australia 1989. Young jugó los tres test matches contra los Wallabies.

## Entrenador
Young fue nombrado entrenador de los Cardiff Blues en 2003. Llevó al equipo a las semifinales de la Copa Heineken 2008–09, a las finales de 2006–07 y 2007–08 de la Liga Celta y finalmente ganó la Anglo-Welsh Cup de 2009, venciendo al Gloucester Rugby 50-12 en el Estadio de Twickenham.

### Wasps RFC
En 2011 fue nombrado entrenador de los Wasps RFC y en 2017 llevó al equipo a la final de la Premiership, resultó subcampeón. Young cobró uno de los sueldos más altos para un técnico de rugby, hasta su renuncia en febrero de 2020.

## Palmarés
- Campeón de la Copa Desafío Europeo de Rugby de 2009–10.
- Campeón de la Premier Division de Gales de 1999-00.
- Campeón de la Anglo-Welsh Cup de 2008–09.